# Špičák (Ralská pahorkatina, 483 m)
Špičák (483 m n. m.), dříve Kuželík, je vrch v okrese Mělník Středočeského kraje v Chráněné krajinné oblasti Kokořínsko – Máchův kraj ležící asi 0,7 km jihovýchodně od vesnice Houska, na katastrálním území Libovice. Je to nejvyšší vrchol tzv. Houseckých vrchů.

## Název
Vrch se do 90. let 20. století na státních mapách nazýval Kuželík.

## Popis vrchu

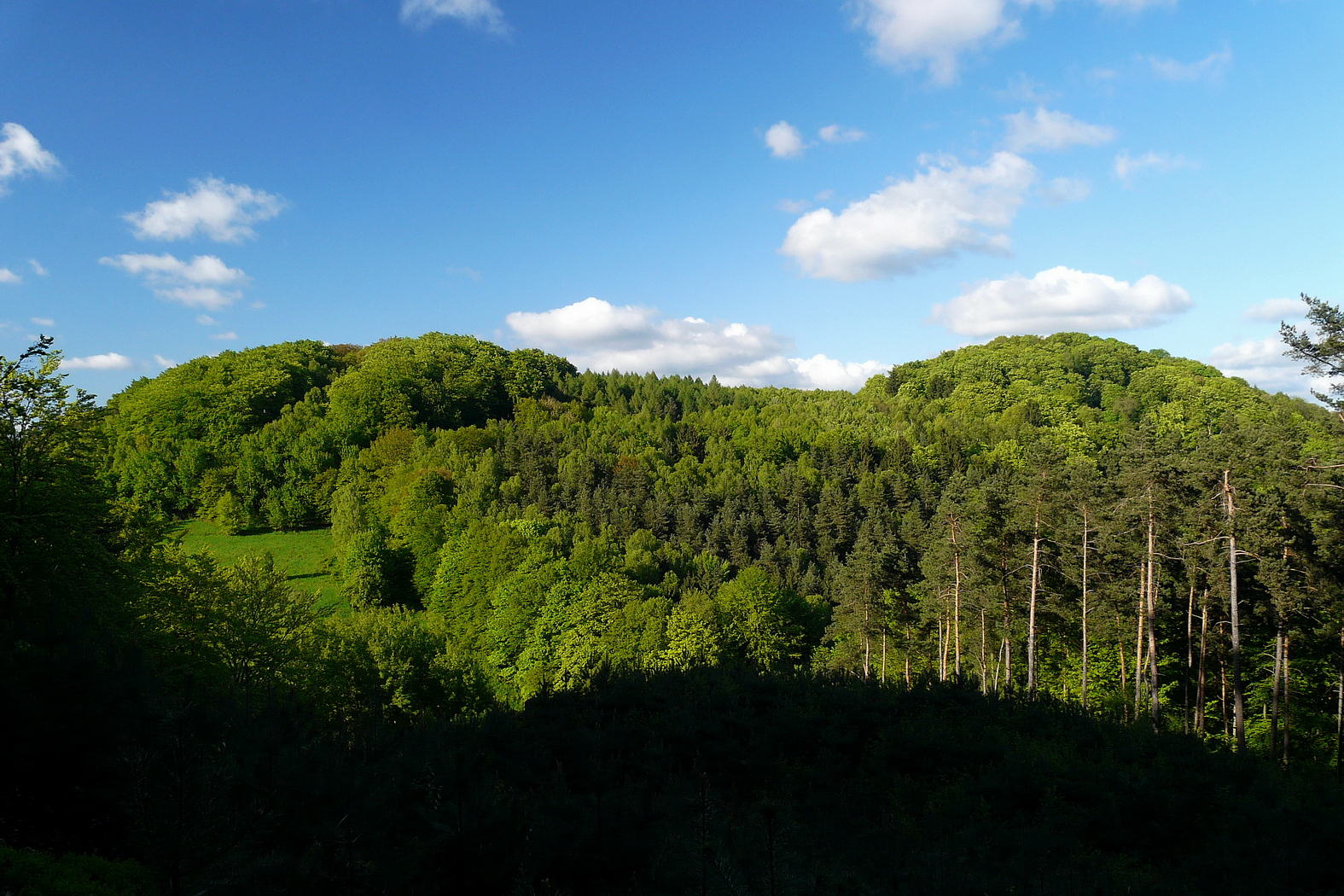
Lípový kopec a Špičák (vpravo)

Je to výrazný neovulkanický suk tvaru komolého kužele ze svrchnokřídových křemenných pískovců podmíněný čedičovou horninou (subvulkanická bazaltoidní brekcie). Vulkanické těleso zatím není odhaleno, vrchol je neporušený a špičatý, jak ostatně sám název vrchu napovídá. Vrch, jenž je bez výhledu, pokrývá převážně listnatý les tvořený lipami a trávy. Špičák tvoří těsné dvouvrší se severozápadně ležícím Lípovým kopcem (479 m).

## Geomorfologické zařazení
Vrch náleží do celku Ralská pahorkatina, podcelku Dokeská pahorkatina, okrsku Polomené hory, podokrsku Housecká vrchovina a Libovické části.

## Přístup
Automobilem se dá nejblíže dojet na parkoviště u hradu Houska. Odtud vede modrá turistická značka od hradu Houska přes severovýchodní svah Špičáku dále k Vrátenské hoře. Na samotný vrchol nevede žádná cesta.